# 黄慶泳
黄 慶泳（ファン・キョンヨン、1969年2月28日 - ）は、京畿道平沢市出身の元ハンドボール選手、指導者。
オムロンでは監督としてアジアクラブ選手権優勝3回、日本リーグ優勝7回、日本選手権優勝10回、社会人選手権優勝3回を記録。

## 経歴
韓国体育大学校卒業後は尚武でプレー。大学時代を含め、所属した全チームにおいてキャプテンを勤め、その卓越したリーダーシップを評価した恩師の勧めもあり、選手ではなく指導者への道へと進んだ。その後は韓国体育大や韓国男子代表のコーチを務めた。
1998年に日本代表女子のコーチに就任。
2005年から日本ハンドボールリーグ・オムロンのヘッドコーチに就任。就任直後から伝統の堅守速攻に加え、遅攻でもオフェンスの多彩さが火を吹き、近年の日本ハンドボール史上稀に見る全盛期を作り上げ、日本国内ではJHLハンドボールリーグプレーオフ及び日本選手権にて4連覇を果たし、アジアの舞台でもアジアクラブ選手権で2006-2008に3連覇を遂げ、無類の強さを誇った。
2008年秋に日本代表女子の監督に就任。長年に渡ってアジアでは、オリンピックなどでもメダルの常連であった韓国がハンドボールの盟主として君臨しており、黄慶泳監督の就任は長年低迷を続けていた日本ハンドが少しでも韓国に対抗することを期待したものであった。実際、就任して以降はアジア選手権を含め何度か勝利を挙げており、韓国内では韓国人が他の国を率いて韓国を倒し、喜んでいる事に、批判が出ることもあった。世界選手権ではベスト16進出を果たし、惜しくも敗れはしたものの、世界的な強豪であるデンマークを相手に延長までもつれる大接戦を演じ、世界を驚かせた。
就任中の2009-10年シーズンに、オムロンではアドバイザーコーチを務めることになったが、2010-11年シーズンからは再度ヘッドコーチにも復帰し、二つの役職を兼任することとなった。。
2012年のロンドン五輪世界最終予選決勝にて韓国に敗退し、オリンピック出場権を逃した責任を取る形で代表監督を辞任した。
2018-19年シーズンからオムロンの総監督に就任。同シーズン限りで退任した。
2021年シーズンから男子日本ハンドボールリーグの琉球コラソンの監督に就任した。万年下位に沈み続けていたコラソンにハードワークや規律を徹底的に浸透させ、シーズン中盤からは上位チームとも互角以上の戦いを繰り広げられるようになった。特に11月以降は数年間負け続けていたチーム相手に勝ち点を取る試合も増え、最終的に前年度から順位を一つ上げ、9位で終了した。同シーズン限りで退任した。
2022年シーズンから女子日本ハンドボールリーグの三重バイオレットアイリス（前シーズン5位）の監督に就任した。

## 詳細情報

### 年度別監督成績

#### レギュラーシーズン
| 年        | リーグ    | チーム                   | 順位      | 試合 | 勝利 | 引分 | 敗戦 | 得点 | 失点 |
| --------- | --------- | ------------------------ | --------- | ---- | ---- | ---- | ---- | ---- | ---- |
| 2005-06   | JHL       | オムロン                 | 1位       | 12   | 10   | 0    | 2    | 357  | 279  |
| 2006-07   | JHL       | オムロン                 | 1位       | 15   | 13   | 1    | 1    | 502  | 339  |
| 2007-08   | JHL       | オムロン                 | 1位       | 15   | 13   | 0    | 2    | 435  | 345  |
| 2008-09   | JHL       | オムロン                 | 1位       | 15   | 13   | 1    | 1    | 455  | 310  |
| 2010-11   | JHL       | オムロン                 | 4位       | 15   | 9    | 1    | 5    | 390  | 277  |
| 2011-12   | JHL       | オムロン                 | 2位       | 15   | 11   | 1    | 3    | 440  | 267  |
| 2012-13   | JHL       | オムロン                 | 1位       | 15   | 12   | 2    | 1    | 406  | 262  |
| 2013-14   | JHL       | オムロン                 | 1位       | 18   | 14   | 2    | 2    | 495  | 323  |
| 2014-15   | JHL       | オムロン                 | 2位       | 18   | 14   | 0    | 4    | 444  | 288  |
| 2015-16   | JHL       | オムロン                 | 2位       | 12   | 10   | 0    | 2    | 275  | 208  |
| 2016-17   | JHL       | オムロン                 | 2位       | 18   | 12   | 0    | 6    | 388  | 344  |
| 2017-18   | JHL       | オムロン                 | 5位       | 24   | 14   | 1    | 9    | 534  | 474  |
| 2021-22   | JHL       | 琉球コラソン             | 9位       | 20   | 4    | 1    | 15   | 555  | 609  |
| 2022-23   | JHL       | 三重バイオレットアイリス | 6位       | 20   | 9    | 1    | 10   | 522  | 531  |
| JHL：14年 | JHL：14年 | JHL：14年                | JHL：14年 | 232  | 158  | 11   | 63   | 6198 | 4856 |

- 各年度の太字はリーグ最高

#### JHLプレーオフ
| 年      | 大会名           | 対戦相手                 | 勝敗               |
| ------- | ---------------- | ------------------------ | ------------------ |
| 2005-06 | プレーオフ決勝   | 広島メイプルレッズ       | 32-26 / 優勝       |
| 2006-07 | プレーオフ決勝   | 広島メイプルレッズ       | 33-24 / 優勝       |
| 2007-08 | プレーオフ決勝   | ソニーセミコンダクタ九州 | 31-30 / 優勝       |
| 2008-09 | プレーオフ決勝   | 北國銀行                 | 32-28 / 優勝       |
| 2011-12 | プレーオフ準決勝 | ソニーセミコンダクタ     | 24-17 / 決勝進出   |
| 2011-12 | プレーオフ決勝   | 北國銀行                 | 18-15 / 優勝       |
| 2012-13 | プレーオフ決勝   | 広島メイプルレッズ       | 22-21 / 優勝       |
| 2013-14 | プレーオフ準決勝 | ソニーセミコンダクタ     | 25-22 / 決勝進出   |
| 2013-14 | プレーオフ決勝   | 北國銀行                 | 25-23 / 優勝       |
| 2014-15 | プレーオフ準決勝 | 広島メイプルレッズ       | 23-19 / 決勝進出   |
| 2014-15 | プレーオフ決勝   | 北國銀行                 | 18-23 / 敗退 (2位) |
| 2015-16 | プレーオフ準決勝 | ソニーセミコンダクタ     | 25-18 / 決勝進出   |
| 2015-16 | プレーオフ決勝   | 北國銀行                 | 17-31 / 敗退 (2位) |
| 2016-17 | プレーオフ準決勝 | 広島メイプルレッズ       | 19-25 / 敗退 (3位) |

### 代表監督成績
| 年     | 大会名                     | 国           | 結果               |
| ------ | -------------------------- | ------------ | ------------------ |
| 2009年 | 日韓定期戦2009             | 日本代表女子 | 1勝1敗             |
| 2009年 | 第14回ヒロシマ国際大会     | 日本代表女子 | 優勝               |
| 2010年 | JAPAN CUP 2010             | 日本代表女子 | 2位                |
| 2011年 | 第16回ヒロシマ国際大会     | 日本代表女子 | 優勝               |
| 2011年 | ロンドン五輪・アジア予選   | 日本代表女子 | 敗退 (2位)         |
| 2012年 | ロンドン五輪・世界最終予選 | 日本代表女子 | 敗退 (グループ4位) |

### タイトル・表彰

#### 日本ハンドボールリーグ
- 最優秀監督賞：7回 (2005年・2006年・2007年・2008年・2011年・2012年・2013年)

#### 日本選手権
- 最優秀監督賞：10回 (2005年・2006年・2007年・2008年・2011年・2012年・2013年・2014年・2016年・2017年)

#### 社会人選手権
- 優秀監督賞：3回 (2006年・2007年・2013年)